# Arctia immaculata
Arctia immaculata är en fjärilsart som beskrevs av Lorez 1904. Arctia immaculata ingår i släktet Arctia och familjen björnspinnare. Inga underarter finns listade i Catalogue of Life.